# Kurt Gustav Wilckens
Kurt Gustav Wilckens (1886-1925), foi um militante anarquista alemão, conhecido na Argentina por ter vingado a repressão do evento conhecido como Patagônia rebelde com o homicídio do tenente coronel Héctor Benigno Varela.